# Shinile
Pour les articles homonymes, voir Shinile (homonymie).
Shinile est une ville de l'est de l'Éthiopie située dans le nord de la région Somali à proximité de Dire Dawa. Centre administratif et principale ville de la zone Siti de la région Somali, elle est aussi le chef-lieu du woreda Shinile.
Située quelques kilomètres au nord de Dire Dawa et vers 1 000 m d'altitude, la ville de Shinile est désormais desservie par la gare de Dire Dawa sur la nouvelle ligne d'Addis-Abeba à Djibouti et l'ancienne gare de Shinile sur le chemin de fer djibouto-éthiopien est désaffectée.
Le recensement national de 2007 y fait état d'une population de 8 287 habitants. Principale agglomération du woreda Shinile devant Adigala, Harewa et Milo, elle est aussi la première agglomération de la « zone Shinile » devant Bike. La zone prendra ultérieurement le nom de « zone Siti ».